# Sosa Bluff
Das Sosa Bluff ist ein rund 700 m hohes Felsenkliff im westantarktischen Queen Elizabeth Land. In der Argentina Range der Pensacola Mountains ragt es 1,5 km südlich des Lisignoli Bluff in den Schneider Hills auf.
Der United States Geological Survey (USGS) kartierte es anhand eigener Vermessungen und Luftaufnahmen der United States Navy aus den Jahren von 1956 bis 1966. Das Advisory Committee on Antarctic Names benannte es 1968 nach Leutnant Óscar Roberto Sosa von der argentinischen Marine, Leiter der Belgrano-I-Station im antarktischen Winter 1966.